# Friteatern
Friteatern är en av Sveriges äldsta professionella fria teatergrupper. Teatern  bildades 1973 och har sedan dess fungerat med lika lön oavsett kön m.m. Teaterchefer är gruppens medlemmar tillsammans. Friteatern turnerar över hela Sverige med ca etthundratjugo teaterföreställningar per år för barn, ungdomar och vuxna.
Friteatern hade sin bas på teater Bristol i Sundbyberg i Stockholms län från 1977 till 2017. Därefter flyttade Friteatern till hus i Sala där tre av skådespelarna bor. Producentkontoret i Skattungbyn har legat där sedan 1999, vilket passar bra eftersom större delen av verksamheten består av turnerande uppsökande teater, långt från gängse teaterlokaler. Friteatern söker upp människor på landsbygd som vill ha teater till sin samlingslokal. Minst 900 byaföreningar har arrangerat Friteatern sedan 1994. Det var då Friteatern påbörjade sitt uppsökande landsbygdsturnerande efter uppdrag från Härjedalens kommun och Jämtlands läns landsting. Trettioåtta byar i Härjedalen ville att Friteatern skulle komma till dem för att spela "Den långa vägen till nu" - en skröna från skogen.  Därefter följde omfattande turnéer i Norrbotten, Dalarna osv... En rapport om fem utvalda särskilt lyckade arbeten på landsbygd under kulturåret gjordes av Ronny Svensson och Gerd Adolfsson. Den egentliga basen för teatern är således turnébilen och svensk landsbygd, det är där de ses oftast. Se hela turnéplanen på hemsidan. 
Hösten 2018 arbetar dessa personer på Friteatern: Mats Nolemo, Mary Stoor och Colbjörn Lindberg (de tre har varit med sedan starten 1973), Peter Danielsson, David Odlöw, Hampus Odlöw, Emma Lagerberg och producent Eva Janstad. Hösten 2018 samverkar Friteatern med Martin Lindberg som dramatiker och regissör för "Livets mening" som har premiär 19 oktober.